# Казакевич, Ирина Владимировна
Ирина Владимировна Казакевич (род. 29 октября 1997, Бердск, Новосибирская область) — российская биатлонистка, серебряный призёр Олимпийских игр в эстафете (2022), призёр этапов Кубка мира, многократная чемпионка России. Заслуженный мастер спорта России (2022).

## Биография
Ирина родилась в Бердске. Позднее вместе с семьёй переехала в Омск, где начала профессионально заниматься биатлоном у своего первого тренера Александра Александровича Балахничева. С 2011 года проживает в Екатеринбурге, там она обучалась в училище олимпийского резерва № 1. Личный тренер спортсменки – Михаил Викторович Шашилов. На внутрироссийских соревнованиях представляет Свердловскую область.

### Юниорская и молодёжная карьера
Впервые в международных соревнованиях приняла участие в 2015 году на Европейском юношеском олимпийском фестивале в Австрии, где заняла шестое место в спринте и 12-е – в пасьюте.
На чемпионате мира среди юниоров 2018 года в Отепя стала бронзовым призёром в индивидуальной гонке, заняла 15-е место в спринте и 18-е – в гонке преследования. В том же году на юниорском чемпионате Европы в Поклюке занимала 10-е, 11-е и 19-е места. На чемпионате России-2018 впервые стала призёром, завоевав бронзовую медаль в эстафете в составе сборной Свердловской области. Также несколько раз становилась победительницей этапов Кубка России среди юниоров.
Сезон 2018/2019 полноценно провела на Кубке IBU, по ходу которого завоевала две медали: золото в смешанной эстафете на этапе в Риднау и бронзу в спринте Мартелло. В марте 2019 года принимала участие в Зимней Универсиаде в Красноярске, где завоевала две серебряных медали в спринте и гонке преследования, уступив в обоих случаях Екатерине Мошковой.
В следующем сезоне 2019/2020 также выступала на Кубке IBU, но ни разу не попадала в топ-10.

### Сезон 2020/2021: дебют на Кубке мира, неудачная стрельба
По итогам контрольных стартов Ирина впервые вышла в состав основной сборной на первые этапы Кубка мира 2020/21 в Контиолахти. В дебютной для себя индивидуальной гонке Ирина заняла 52-е место с четырьмя промахами, а в последующих двух впервые набрала очки в общий зачёт (28 и 13 места в спринтах), показав неплохой лыжный ход. Там же впервые вошла в состав эстафетной команды России, с которой она заняла четвёртое место. На следующем этапе в Хохфильцене Казакевич финишировала 23-й в спринте и 14-й – в пасьюте (первая среди россиянок), но в эстафете зашла на штрафной круг, и команда России финишировала 8-й. На последующих этапах в декабре и январе Ирина не показывала высоких результатов прежде всего из-за неудачной стрельбы стоя и последствий простуды.
На своём первом чемпионате мира в Поклюке Казакевич становилась лучшей из россиянок в спринте и гонке преследования, заняв 19-е и 23-е места соответственно, и лишь в последней гонке вслед за Светланой Мироновой расположилась на 20-м месте.
В заключительной части сезона 2020/21 Казакевич вновь подводила стрельба, из-за чего ей не удалась финишировать в топ-30, а на финальном этапе в Эстерсунде в результате падения и сломанной винтовки спортсменка заняла худшее для себя 100-е место. По итогам сезона Ирина заняла 37-е место в общем зачёте Кубка мира.

### Сезон 2021/2022: первые медали Кубка мира, серебро Олимпиады
На летнем чемпионате мира-2021 в Нове-Место Казакевич выиграла бронзу в суперспринте.
Первый этап олимпийского сезона 2021/22 в Эстерсунде прошёл для Ирины крайне неудачно: с 10-ю промахами она обновила свой антирекорд, заняв 109-е место в индивидуальной гонке и 79-е – в спринте. В дальнейшем результаты стали постепенно улучшаться и на третьем этапе в Хохфильцене Ирина заняла 9-е место в гонке преследования, впервые попав в топ-10. На 6-м этапе в Рупольдинге Казакевич первый раз в карьере попала на подиум Кубка мира, выиграв бронзу в составе эстафетной команды, а уже на следующем этапе в Антерсельве результат был улучшен: сборная России финишировала второй, несмотря на 3 штрафных круга Казакевич.
На Олимпиаде в Пекине Ирина выступила в трёх личных гонках, в которых была дважды 20-й и 23-й. 16 февраля Казакевич вместе с Резцовой, Мироновой и Нигматулиной завоевала серебряную медаль Олимпийских игр. Награду спортсменка посвятила своему отцу, похороны которого проходили в день гонки.
В конце сезона впервые стала чемпионкой России, завоевав в Уфе золото гонки преследования.

### C 2022: победы на внутрироссийских соревнованиях
В сезоне 2022/2023 на счету Казакевич одна победа на Кубке России и по две на Кубке Содружества и Чемпионате России. 
В следующем сезоне на внутрироссийских стартах побеждала, в основном, в эстафетах, но благодаря стабильным выступлениям сумела впервые завоевать Кубок Содружества.
| 2021/2022 Итоги | 2021/2022 Итоги | Эстерсунд | Эстерсунд | Эстерсунд | Эстерсунд | Эстерсунд | Хохфильцен | Хохфильцен | Хохфильцен | Анси | Анси | Анси | Оберхоф | Оберхоф | Оберхоф | Оберхоф | Рупольдинг | Рупольдинг | Рупольдинг | Антхольц | Антхольц | Антхольц | ОИ Пекин (*) | ОИ Пекин (*) | ОИ Пекин (*) | ОИ Пекин (*) | ОИ Пекин (*) | ОИ Пекин (*) | Контиолахти | Контиолахти | Контиолахти | Отепя | Отепя | Отепя | Отепя | Холменколлен | Холменколлен | Холменколлен |
| Очков           | Место           | Инд       | Спр       | Спр       | Эст       | Пр        | Спр        | Пр         | Эст        | Спр  | Пр   | МС   | Спр     | См      | Осм     | Пр      | Спр        | Эст        | Пр         | Инд      | МС       | Эст      | См           | Инд          | Спр          | Пр           | Эст          | МС           | Эст         | Спр         | Пр          | Спр   | МС    | См    | Осм   | Спр          | Пр           | МС           |
| 189             | 35              | 109       | 79        | 45        | —         | 32        | 19         | 9          | —          | 17   | 28   | 29   | 30      | 5       | —       | 21      | 35         | 3          | 14         | 65       | 20       | 2        | —            | —            | 20           | 23           | 2            | 20           | —           | —           | —           | —     | —     | —     | —     | —            | —            | —            |

| 2020/2021 Итоги | 2020/2021 Итоги | Контиолахти | Контиолахти | Контиолахти | Контиолахти | Контиолахти | Хохфильцен | Хохфильцен | Хохфильцен | Хохфильцен | Хохфильцен | Хохфильцен | Оберхоф | Оберхоф | Оберхоф | Оберхоф | Оберхоф | Оберхоф | Оберхоф | Антхольц | Антхольц | Антхольц | ЧМ Поклюка | ЧМ Поклюка | ЧМ Поклюка | ЧМ Поклюка | ЧМ Поклюка | ЧМ Поклюка | ЧМ Поклюка | Нове-Место | Нове-Место | Нове-Место | Нове-Место | Нове-Место | Нове-Место | Нове-Место | Эстерсунд | Эстерсунд | Эстерсунд |
| Очков           | Место           | Инд         | Спр         | Спр         | Эст         | Пр          | Спр        | Эст        | Пр         | Спр        | Пр         | МС         | Спр     | Пр      | См      | ОСм     | Спр     | Эст     | МС      | Инд      | МС       | Эст      | См         | Спр        | Пр         | Инд        | ОСм        | Эст        | МС         | Эст        | Спр        | Пр         | Спр        | Пр         | См         | ОСм        | Спр       | Пр        | МС        |
| 204             | 37              | 52          | 28          | 13          | 4           | 16          | 23         | 8          | 14         | 61         | —          | 24         | 56      | 37      | —       | —       | 72      | —       | —       | 65       | —        | —        | —          | 19         | 23         | —          | —          | —          | 20         | 8          | 32         | 36         | 81         | —          | 7          | —          | 100       | —         | —         |

## Награды
- Медаль ордена «За заслуги перед Отечеством» I степени (25 февраля 2022 года) — за высокие спортивные достижения, волю к победе, стойкость и целеустремлённость, проявленные на XXIIV Олимпийских зимних играх 2022 года в городе Пекине (Китайская Народная Республика)[41];
- Заслуженный мастер спорта России (2022).